# Landon Milbourne
Landon Milbourne (nacido el 29 de junio de 1987 en Salisbury, Maryland) es un jugador de baloncesto estadounidense, que ocupa la posición de Ala-Pívot. Actualmente juega con el Maccabi Ashdod B.C..

## Trayectoria deportiva

### Universidad
Milbourne jugó cuatro temporadas con los Maryland Terrapins de la Universidad de Maryland, en las que disputó 117 partidos promediando 9.4 puntos y 4.0 rebotes por partido. Su temporada más destacada fue la última, cuando promedió 12.7 puntos, 4.9 rebotes, 1.1 robos y 1.2 tapones en 29.6 minutos por partido.

### Profesional
Su primera experiencia profesional fue en 2010 en Europa, cuando aterrizó para disputar la segunda división francesa con la camiseta del SO Maritime Boulogne y del Limoges. Disputó dos años en Grecia, en el Panionios donde disputó también la Eurocup, y una campaña (2013-14) en el Pistoia Basket italiano, son sus equipos hasta llegar a Donostia. En la Lega firmó 10,3 puntos, 5,3 rebotes en 26 minutos de juego.
En agosto de 2015 el ala-pívot de 2.01 metros llega a San Sebastián, convirtiéndose en la quinta incorporación al San Sebastián Gipuzkoa Basket Club de la temporada 2015-16.
En enero de 2016, el delantero firmó un contrato con los Atenienses de Manatí de la liga de Baloncesto Superior Nacional de Puerto Rico. En 36 partidos, Milbourne promedió 14.0 puntos, 4.5 rebotes y 1.4 asistencias por partido.
En julio de 2016, Milbourne firmó un contrato con los Cañeros del Este por el resto de la Liga Nacional de Baloncesto de la República Dominicana 2016. En su debut con los Cañeros, Milbourne registró 22 puntos, 6 rebotes y 2 tapones en la derrota ante los Indios de San Francisco de Macorís 80 por 75.